# Quincinetto
Quincinetto is een gemeente in de Italiaanse provincie Turijn (regio Piëmont) en telt 1049 inwoners (31-12-2004). De oppervlakte bedraagt 17,8 km², de bevolkingsdichtheid is 59 inwoners per km².

## Demografie
Quincinetto telt ongeveer 470 huishoudens. Het aantal inwoners daalde in de periode 1991-2001 met 4,8% volgens cijfers uit de tienjaarlijkse volkstellingen van ISTAT.
| Jaar | Inwoneraantal |
| ---- | ------------- |
| 1991 | 1135          |
| 2001 | 1080          |

## Geografie
Quincinetto grenst aan de volgende gemeenten: Donnas (AO), Carema, Settimo Vittone, Tavagnasco, Traversella, Traversella, Trausella, Vico Canavese.
1. ↑  https://demo.istat.it/?l=it.